# Pistola mitragliatrice

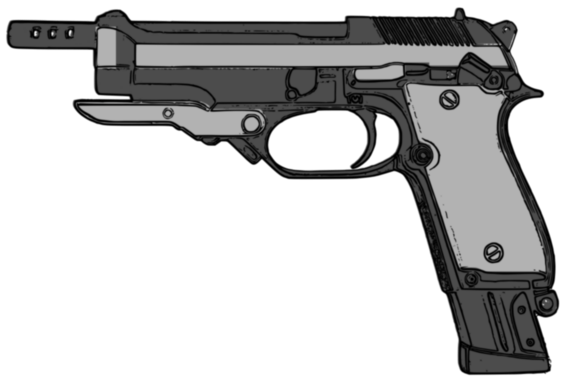
Pistola mitragliatrice Beretta 93R

La pistola automatica o pistola mitragliatrice è un tipo di pistola autocaricante a ripetizione automatica, il cui scatto è costituito per poter sparare anche tutti i colpi del caricatore, in modo automatico e consecutivo, con una singola pressione del grilletto. Tuttavia, siccome le pistole usano spesso magazzini con riserva di colpi limitata (max 25-30), per evitare che l'arma si scarichi troppo in fretta (ed anche per ragioni di precisione dei tiri), vengono generalmente allestite con particolari selettori di scatto, per poter scegliere il funzionamento a raffica limitata (da 2 a 5 colpi consecutivi), o semi-automatico. Ad esempio, la pistola automatica Beretta Mod. 93R, deve il suo nominativo al fatto che usa proiettili calibro 9 e può sparare 3 colpi a Raffica.  
Per differenza, una pistola semi-automatica è ugualmente autocaricante, ma lo scatto è a ripetizione manuale; cioè, può sparare solo i colpi uno alla volta, uno per ogni pressione e rilascio del grilletto. 
Nella storia delle pistole, il termine "automatic-pistol" (pistola automatica) è stato impropriamente utilizzato per riferirsi ad alcune pistole semi-automatiche, e ciò è ancora causa di confusioni e/o fraintendimenti.

## Storia
Si ritiene che la nascita della pistola mitragliatrice coincida con lo sviluppo della "Villar Perosa", adottata nel 1915 dalle forze armate italiane con la denominazione "FIAT Mod. 1915". Si tratta di una piccola mitragliatrice binata, alimentata a caricatore e camerata per la munizione d'ordinanza 9 × 19 mm Glisenti. Dall'arma derivarono modelli sperimentali monocanna e dotati di calciatura, più adatti a interpretare il ruolo di armi individuali e specialmente nella disponibilità di corpi speciali. Tuttavia, la prima arma di questo genere sviluppata specificamente per l'impiego individuale fu probabilmente la Bergmann MP 18 calibro 9 mm Parabellum, di produzione tedesca, adottata e prodotta in quantitativi limitati durante le ultime settimane della prima guerra mondiale.
Sino alla fine degli anni 1930 - con le limitate eccezioni della Mauser M712 Schnellfeuer, alcuni modelli di pistola Astra capaci di eseguire il tiro a raffica e pochi altri (tutte queste "pistole mitragliatrici" in senso stretto) - la definizione di pistola mitragliatrice si estendeva ad armi più simili a corti moschetti o carabine, camerati però in calibri da pistola. Esempi tipici furono il Thompson americano, il Suomi finlandese, il Lanchester britannico, il Bergmann MP 28 e ancora il Beretta MAB38A. Con l'introduzione del modello tedesco MP 38 (poi MP 40, in versione modificata), la tipologia della pistola mitragliatrice cominciò a distinguersi più nettamente da quella del moschetto, grazie all'applicazione del calciolo ribaltabile. Questa configurazione, nata per facilitare l'uso dell'arma ai carristi, trovò larga applicazione nei modelli successivi come un plus caratteristico, nel senso di ridurre drasticamente l'ingombro dell'arma durante il trasporto. Se ancora il modello STEN britannico conservava prevalentemente la calciatura fissa, le forze armate statunitensi adottarono la nuova pistola mitragliatrice M3 calibro. 45, dotata di calcio pieghevole e sostanzialmente ispirata al modello MP 38/MP 40 tedesco. Non diversamente, le forze sovietiche affiancarono al modello PPŠ-41 la Sudaev PPS43, con calciolo ribaltabile.
Un'importante evoluzione della pistola mitragliatrice fu determinata dall'introduzione dell'otturatore a massa battente avanzata o telescopico. Questa configurazione, che prevede la maggior parte della massa dell'otturatore sovrapposta alla camera di cartuccia e alla canna dell'arma, consente una migliore controllabilità durante il tiro automatico, diminuendo nel contempo l'ingombro complessivo dell'arma. Il primo modello di pistola mitragliatrice ad adottare un simile accorgimento fu probabilmente l'italiana Armaguerra OG44, prodotta in poche decine di pezzi durante gli ultimi scorci della seconda guerra mondiale. L'introduzione dell'otturatore telescopico permise un sostanziale ridisegno della pistola mitragliatrice nel senso della riduzione degli ingombri
Nel secondo dopoguerra armi come la Sa vz. 23, le LF57 e Beretta M12, l'Uzi interpretarono un ruolo tattico autonomo rispetto all'arma automatica individuale così come disegnata dai grandi scontri di fanteria del secondo conflitto mondiale. Se l'introduzione dei moderni fucili d'assalto ha contribuito a emarginare il ruolo della pistola mitragliatrice come arma primaria, lo sviluppo di armi compatte e più sofisticate nella concezione ha permesso di creare un sottotipo di arma automatica molto specializzato e adatto alla dotazione di corpi speciali e forze di polizia. L'uso di munizionamento di limitata energia, penalizzante negli scontri a fuoco tra unità di fanteria, consente tuttavia una notevole facilità di controllo del tiro sulle brevi distanze e minimizza gli effetti negativi della sovrapenetrazione, tipica dei proiettili militari da fucile, nel caso di sparo a corta distanza e in ambienti chiusi: aspetto, quest'ultimo, determinante negli scontri a fuoco in ambienti urbani e nelle operazioni speciali condotte da personale addestrato. L'impiego di caricamenti con una bassa velocità iniziale della palla favorisce poi la realizzazione di armi derivate che siano dotate di silenziatore, aggiuntivo oppure integrato.

## Descrizione
Propriamente, col termine di pistola mitragliatrice, ci si riferisce all'arma da pugno capace di eseguire il tiro a raffica (come nel caso della Mauser Schnellfeuer), senz'altra modifica che non sia un caricatore più capace o - a volte - un'impugnatura o supporto alla mano debole (Beretta 93R) o un calciolo ribaltabile (Vz 61 Skorpion) oppure amovibile (Heckler & Koch VP70). Più comunemente, il termine pistola mitragliatrice si estende ad armi automatiche con le quali sia possibile il tiro imbracciato, vale a dire che consentono un supporto stabile alla spalla, per mezzo di una vera calciatura. Un'arma appartenente a questa categoria è più precisamente definita col termine italiano di "moschetto mitragliatore", da cui - per contrazione - mitra. Inizialmente collegata al solo modello MAB di produzione Beretta, la definizione "mitra" è rapidamente entrata nell'uso comune a indicare, per analogia, qualunque arma leggera automatica camerata per munizioni da pistola, in una sostanziale traduzione del termine anglosassone SMG (sub-machine gun).
Le pistole mitragliatrici vengono anche chiamate - con termine di conio giornalistico e non tecnico - "mitraglietta", dalla traduzione letterale del termine francese mitraillette, anch'esso nome non tecnico e sostitutivo del più preciso in quella lingua pistolet mitrailleur.

## Specifiche tecniche
Numerose pistole mitragliatrici utilizzano per il loro funzionamento una meccanica molto semplice, basata su un otturatore di notevole massa e di un percussore fisso. Lo sparo avviene per il rilascio di un dente di ritegno che consente all'otturatore - spinto da una robusta molla - di avanzare, camerando la prima cartuccia estratta dal caricatore e, al percussore fisso, di percuoterne l'innesco. Si ha, dunque, una tipologia meccanica definita "a chiusura labile", con "otturatore aperto" (facendo riferimento alla posizione dell'otturatore al momento in cui l'arma è pronta al fuoco). Alcuni modelli impiegano invece un meccanismo più complesso e simile a quello di un fucile automatico. In questo caso, la chiusura dell'otturatore può essere labile o ritardata (per interposizione di una leva o dei rulli tra l'otturatore e il portaotturatore, separati), più raramente stabile. La posizione dell'otturatore nel momento di approntamento al tiro è però avanzata ("otturatore chiuso") e il percussore è mobile, solitamente attivato da un cane interno che s'abbatte al momento della pressione sul grilletto. A questa categoria di pistola mitragliatrice appartengono modelli più sofisticati e costosi, come l'Heckler und Koch MP5 tedesco, di recente produzione e alcuni modelli obsoleti come l'FNAB-43 italiano. Ulteriore eccezione sono le pistole mitragliatrici con scatto a doppia azione, delle quali esponente pressoché unica è l'italiana Spectre M4.

## Galleria d'immagini

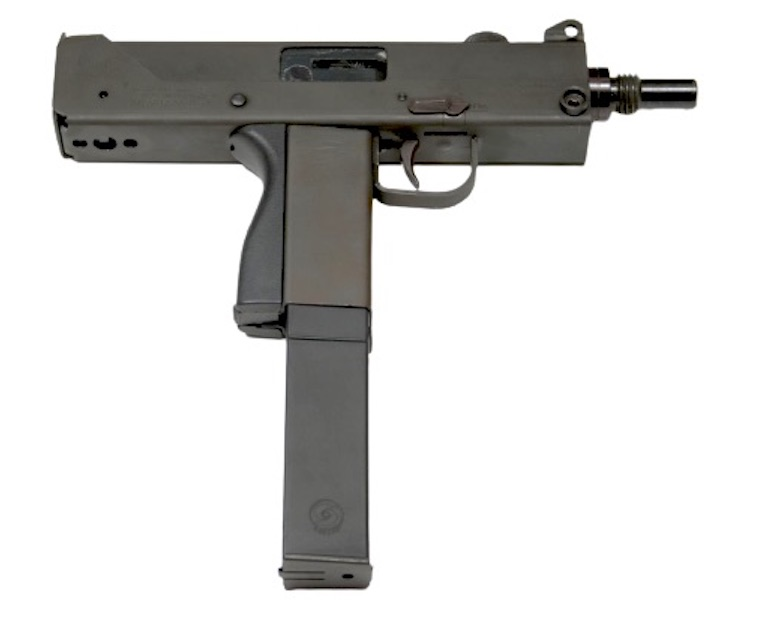
Ingram MAC-11 in 9 mm
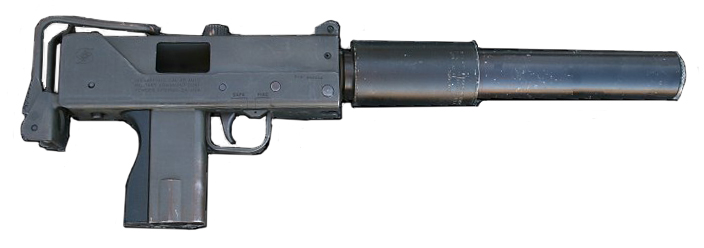
Ingram MAC-10 in .45 ACP
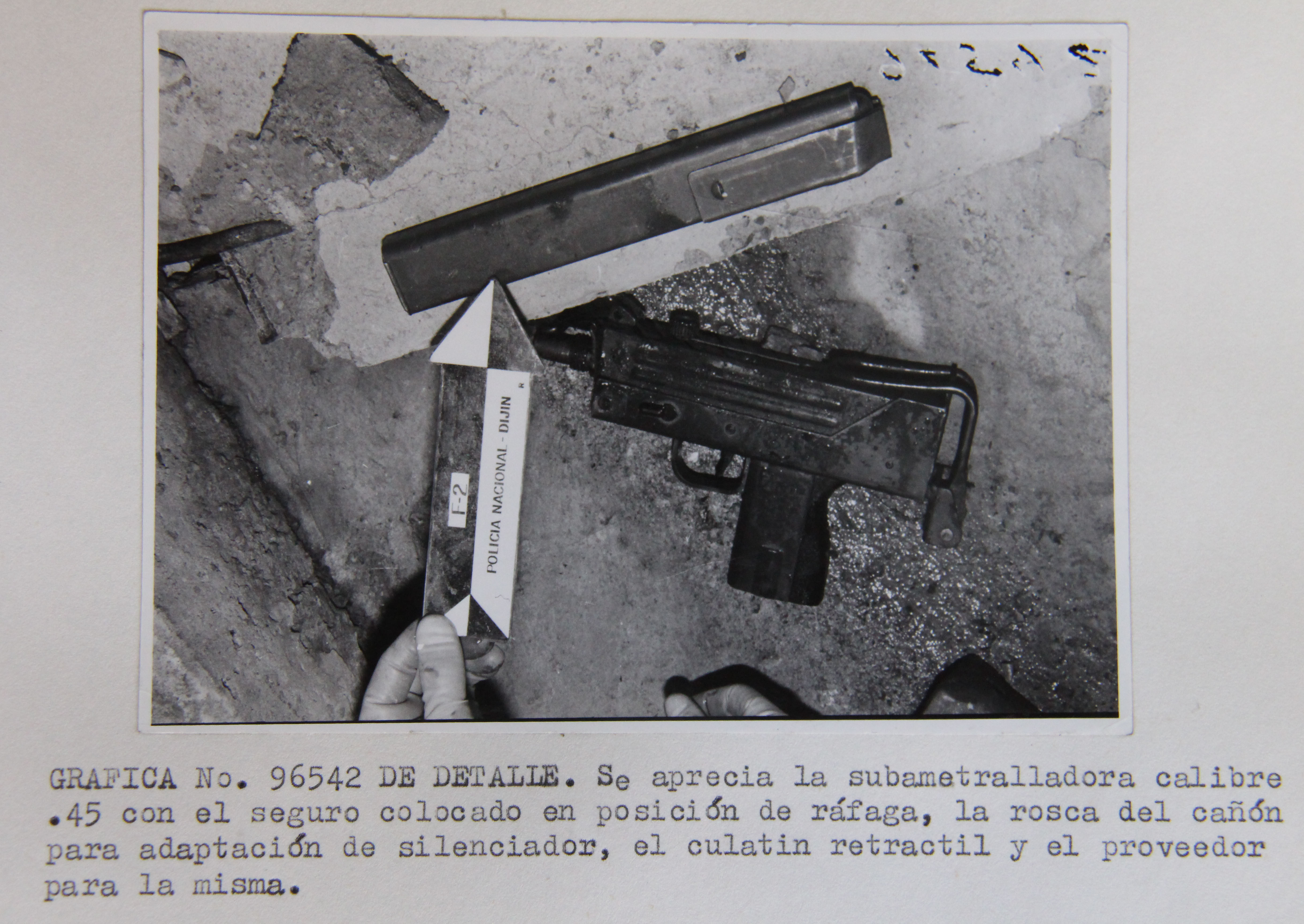
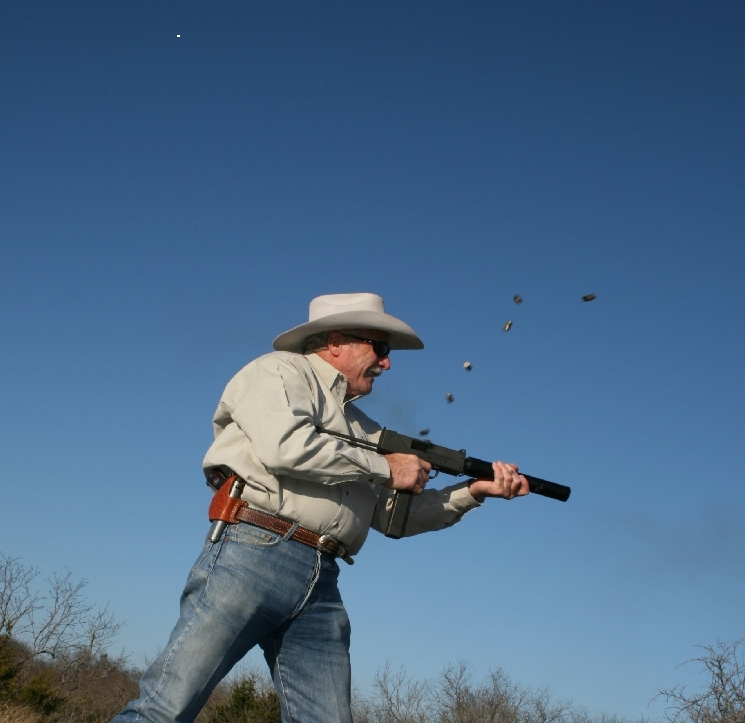
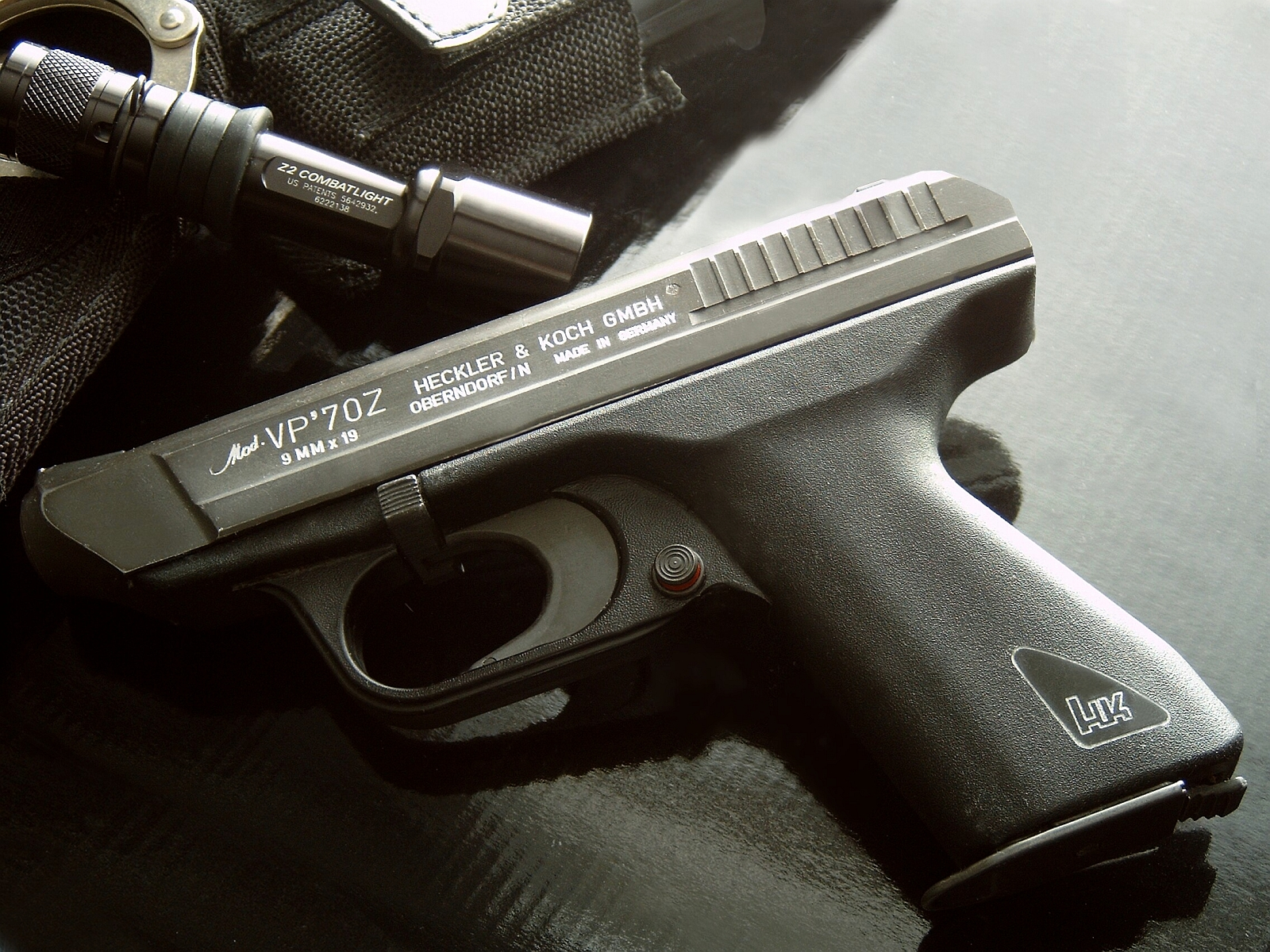
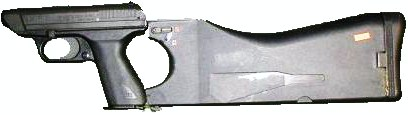